# 似低褶胸鱼
似低褶胸鱼（学名：Sternoptyx pseudobscura）为輻鰭魚綱褶胸鱼科褶胸鱼属的鱼类，俗名高星褶胸鱼。分布于大西洋、印度洋和太平洋北纬40°至南纬22°之间的热带、亚热带深海区以及南海、东海等海域，垂直分布约2000-0公尺，體長可達6公分。该物种的模式产地在大西洋、印度洋、太平洋。屬肉食性，以橈腳類、磷蝦及十足目等為食。

## 外部連結
- 似低褶胸鱼的圖片（页面存档备份，存于）